# Distrito de Wangdue Phodrang
El Distrito de Wangdue Phodrang es uno de los veinte distritos en que se divide Bután. Cubre un área de 5.025 km² y una población de 47.152 personas en 1985. Su capital es Wangdue Phodrang.

Distrito de Wangdue Phodrang
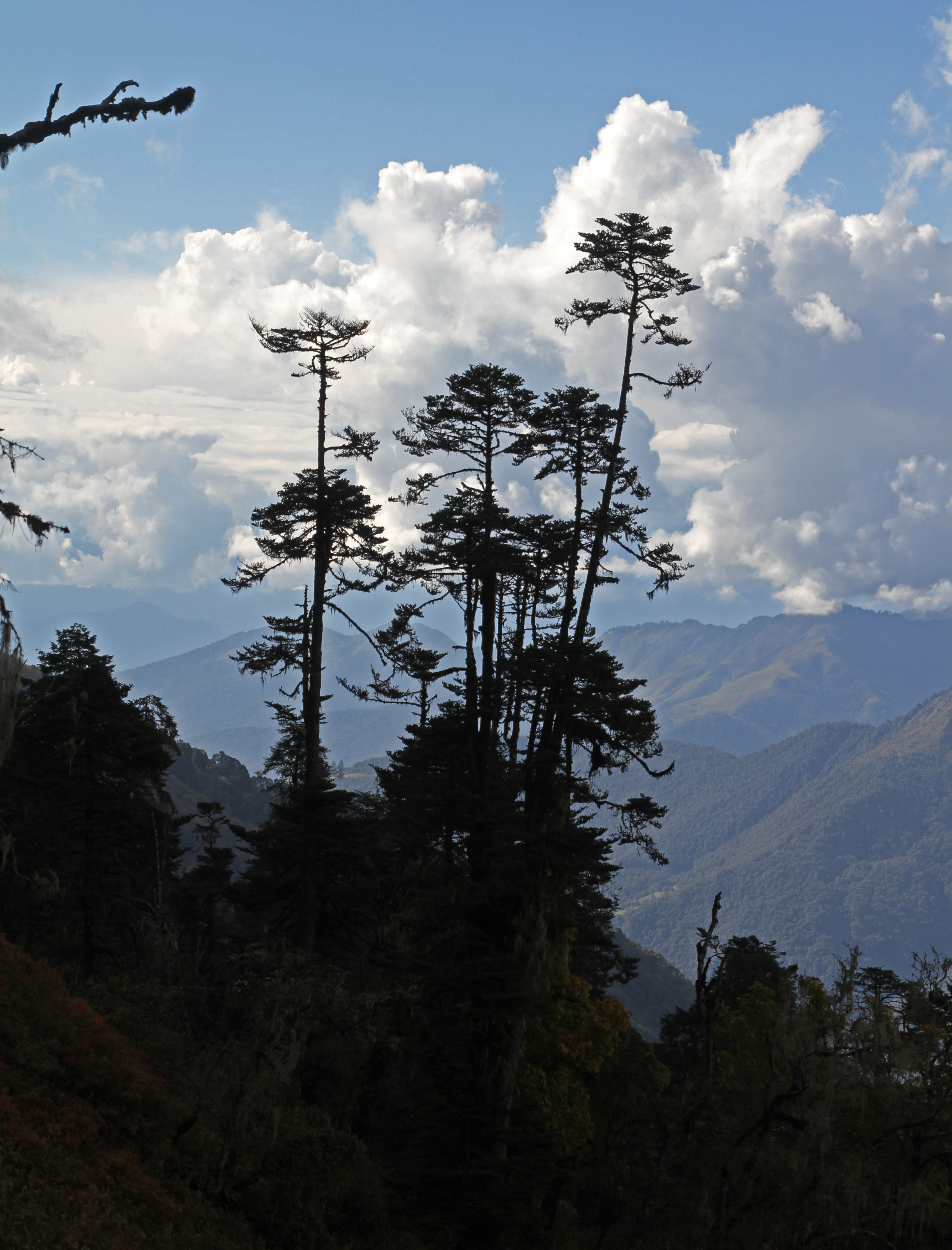
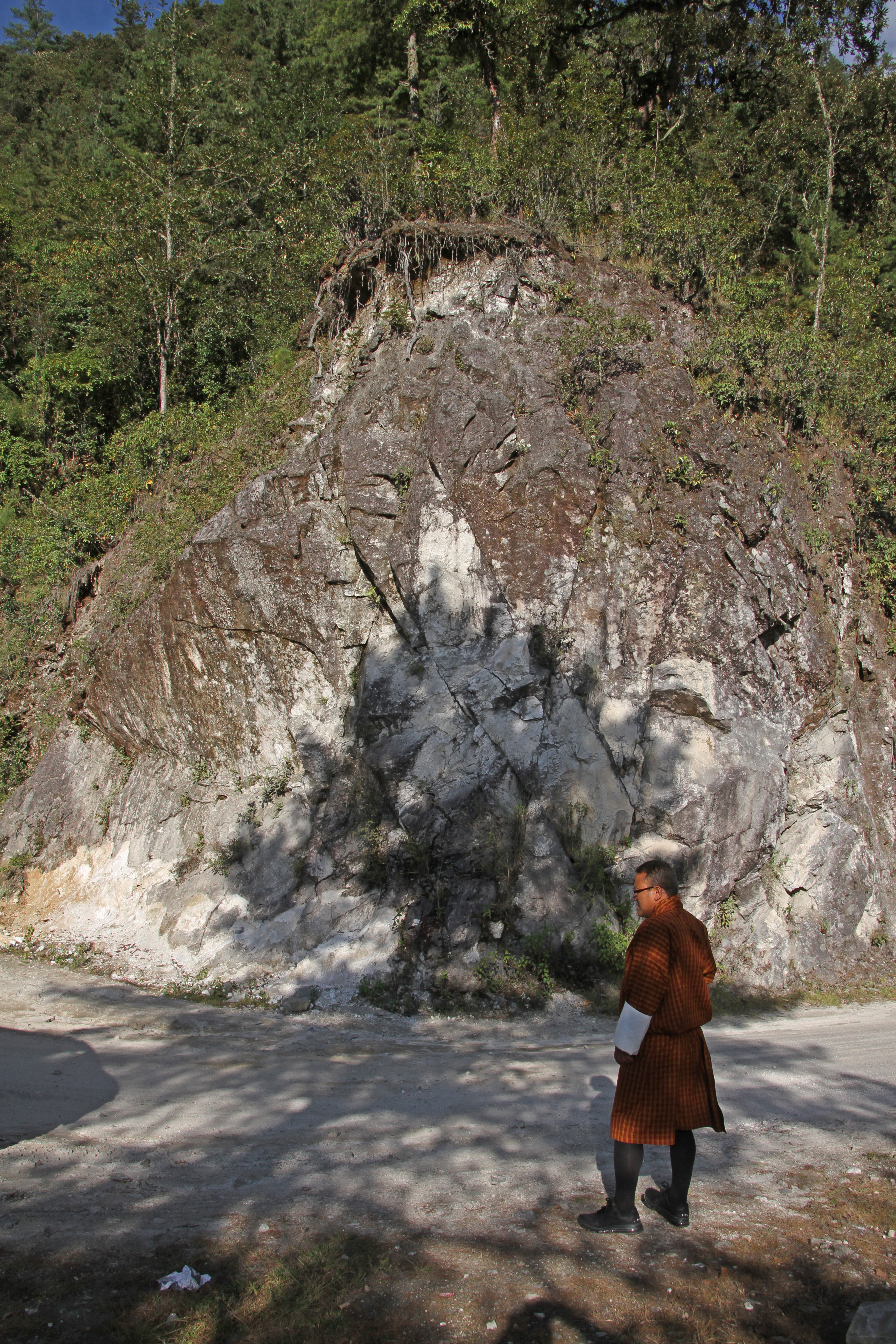
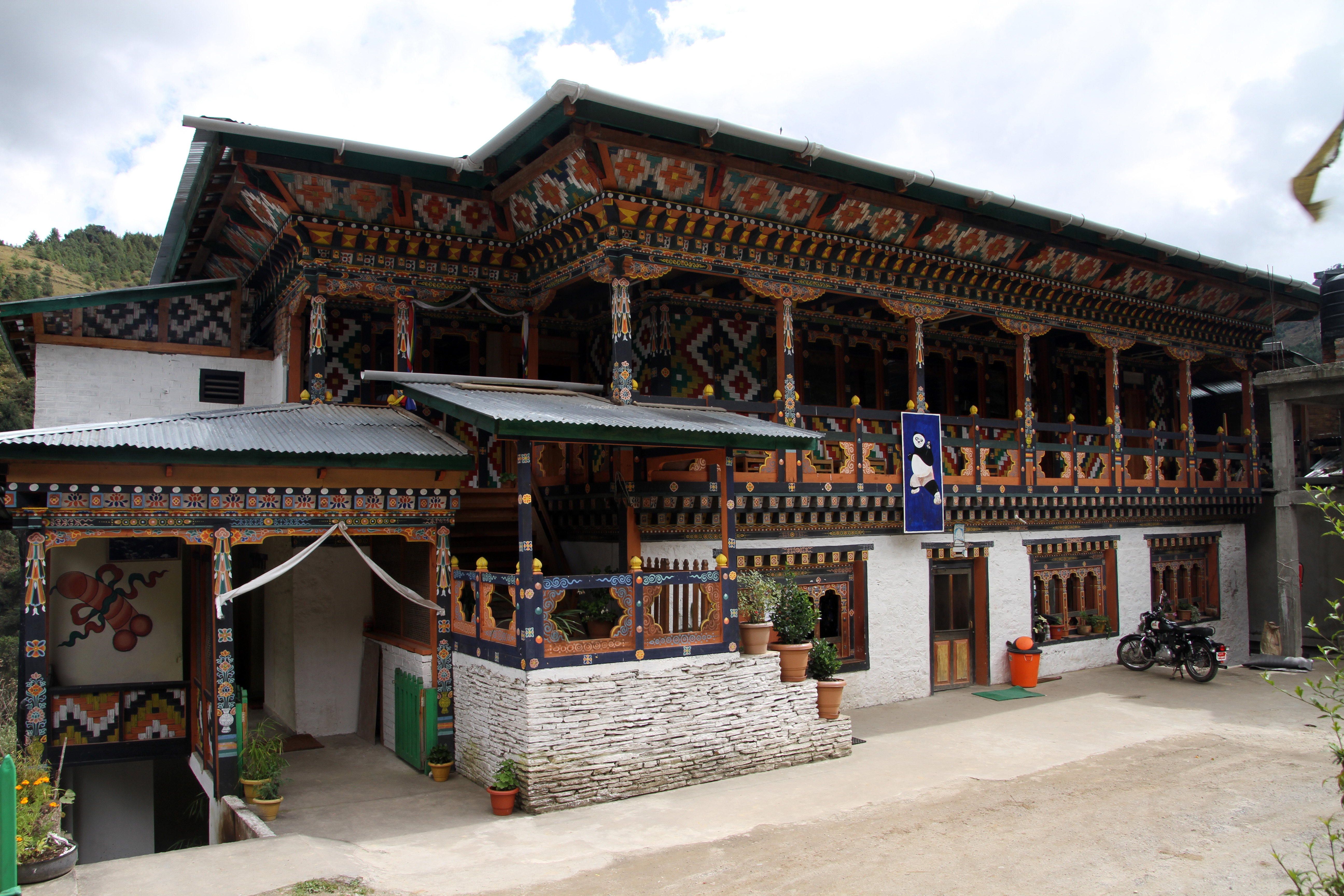
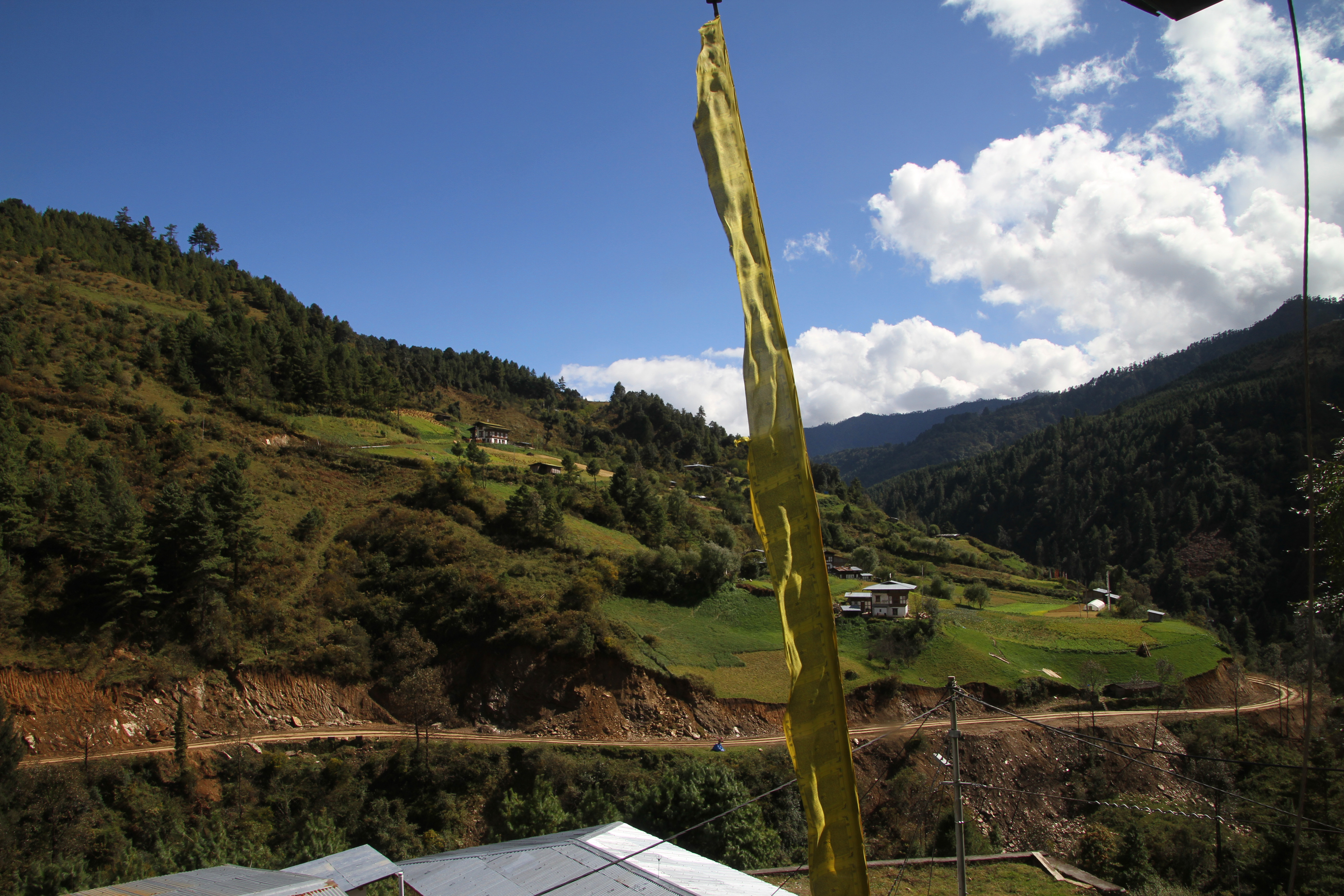
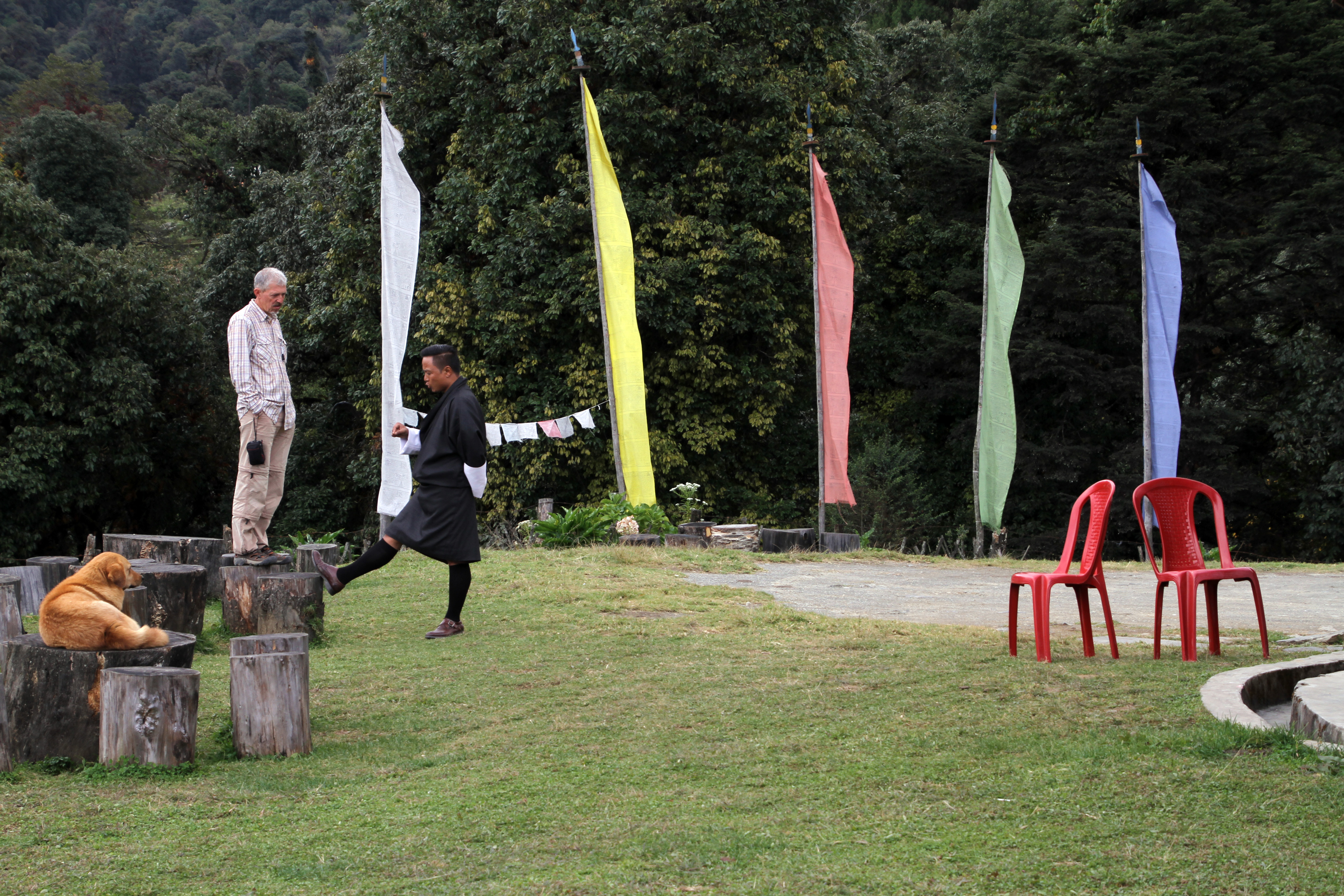
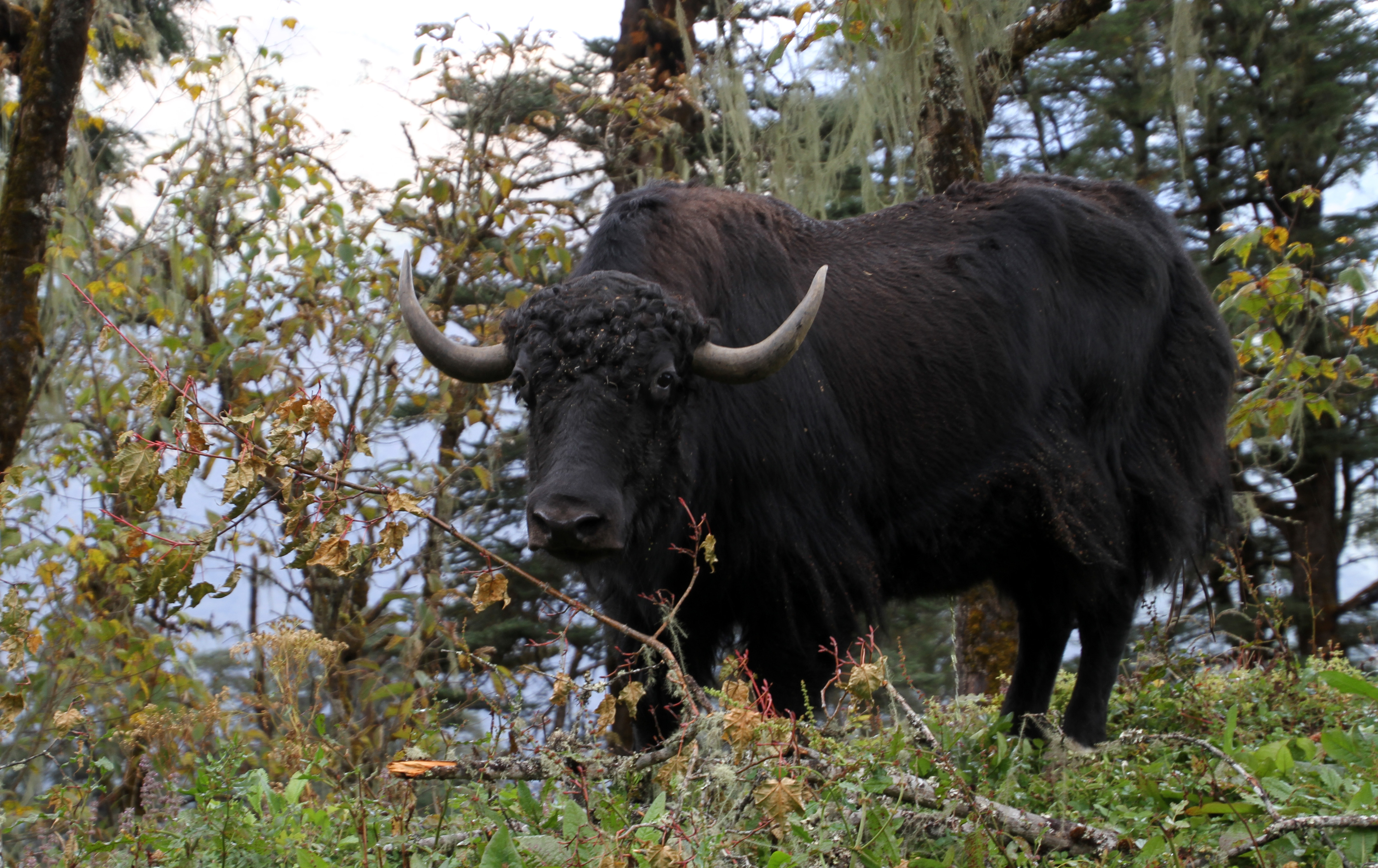

## Condados
El distrito de Wangdue Phodrang está dividido en quince condados:
- Athang
- Bjena
- Daga
- Dangchu
- Gangte
- Gasetsho Gom
- Gasetsho Om
- Kazhi
- Nahi
- Nyisho
- Phangyuel
- Phobji
- Ruepisa
- Sephu
- Thedtsho